# Zoilus Agrippianus
Zoilus Agrippianus war ein antiker römischer Geschirrwart.
Zoilus Agrippianus ist heute nur noch aufgrund zweier Inschriften bekannt. Die erste ist die in das Jahr des Konsulats von Publius Vinicius und Publius Alfenus Varus, also das Jahr 2, zu datierende Grabinschrift. Diese wurde in Rom gefunden, ist aber nur noch in einer neuzeitlichen Abschrift überliefert und heute verschollen. Die Inschrift besagt, dass der Sklave Zoilus Agrippianus wie auch sein Kollege Philemo Agrippianus als corinthiar(ius) Verantwortlicher für das Corinthium aes, also Geschirrwart, des römischen Kaiserhauses war. Als solcher war er für wertvolle Gerätschaften und Gefäße des Kaiserhauses verantwortlich. Die Grabinschrift, die er für sich selbst und seine Angehörigen setzen ließ, wurde früher falsch interpretiert und Zoilus Agrippianus daher als Toreut (Metallbearbeiter) missinterpretiert. Die ergänzte Inschrift lautet:

“Philemoni Agripp(ae) corinthiar(io) / liberti et conservi qui in hoc monumento / contuler(unt) imaginem marmoream honoris causa deder(unt) // Zoilo Agripp(ae) corinthiar(io) / liberti et conservi qui in hoc monument(o) / contuler(unt) imaginem marmoream honoris causa deder(unt) // P(ublio) Vinicio // P(ublio) Alfeno Varo co(n)s(ulibus)”

Die zweite, ebenfalls in Rom gefundene Inschrift war das Epitaph seiner Frau Callityche, in der er ebenfalls als corinthiar(ius) erwähnt wird:

“Callityche Zoili / corint(hiari) Agripp(iani)”

„Callityche, (Frau) des corinthiarius Zoilus Agrippianus“

## Einzelbelege
1. ↑  CIL 6, 33768
2. ↑  CIL 6, 8756

| Personendaten    | Personendaten                  |
| ---------------- | ------------------------------ |
| NAME             | Zoilus Agrippianus             |
| ALTERNATIVNAMEN  | Agrippianus, Zoilus            |
| KURZBESCHREIBUNG | antiker römischer Geschirrwart |
| GEBURTSDATUM     | 1. Jahrhundert v. Chr.         |
| STERBEDATUM      | 1. Jahrhundert                 |
| STERBEORT        | unsicher: Sorrent              |